# 田村西男
田村 西男（たむら にしお、1879年2月11日 - 1958年1月21日）は、日本の劇作家、小説家、劇評家。
東京日本橋生まれ。本名・喜三郎。東京法学院（現中央大学）卒。1903年より『文藝倶楽部』に小説を発表。1907年、光村合資出版より滑稽文芸雑誌『笑』を創刊し花柳小説を書く。『中央新聞』の劇評を担当し、劇界・花柳界の通であった。女優の田村秋子は長女。

## 著書
- 『芸者』中島辰文館ほか 1911
- 『新落語』宇宙堂 1911
- 『又芸者』辰文館 1911
- 『芸者五大噺』辰文館 1912
- 『芸者新話』辰文館 1912
- 『半玉』辰文館 1912
- 『二階 花柳小説』鈴木書店 1913
- 『春色情くらべ』辰文館 1913
- 『米八』如山堂書店 1913 新梅ごよみ叢書
- 『芸者往来』欣々堂 1914
- 『比翼紋』興風社 1915
- 『水調子』興風社 1915
- 『女優髷』誠文堂書店 1917
- 『蝶の簪』啓興社 1917
- 『木曽川治水記 薩摩義士表彰』演劇時報社 1919
- 『捕り縄』ライト社 1922
- 『文楽』大東京社 1927

### 共編・編訳
- 『白浪五人男』鳥居清忠画 興風社 1918 芝居文庫
- 『西鶴五人女 新訳』名作人情文庫刊行会 1920
- 『日本音曲全集』全15巻 中内蝶二共編 日本音曲全集刊行会 1927-1928
- 『大衆日本音曲全集』中内蝶二共編 誠文堂新光社 1937
- 『日本音曲全集』中内蝶二共編 緑蔭書房 1987

## 参考
- 『日本近代文学大事典』講談社、1984